# Lila Abu-Lughod
Lila Abu-Lughod (1952) é uma antropóloga palestina-americana. Ela é professora Joseph L. Buttenweiser de Ciências Sociais no Departamento de Antropologia da Universidade de Columbia em Nova Iorque. Ela é especializada em pesquisa etnográfica no mundo árabe, e seus sete livros cobrem tópicos como sentimento e poesia, nacionalismo e mídia, política de gênero e política de memória.

## Primeiros anos e educação
O pai de Abu-Lughod era o proeminente acadêmico palestino Ibrahim Abu-Lughod. Sua mãe, Janet L. Abu-Lughod, nascida Lippman, foi uma importante socióloga urbana americana. Ela se formou no Carleton College em 1974 e obteve seu doutorado na Universidade de Harvard em 1984.

## Carreira
O corpo de trabalho de Lughod é baseado em pesquisas etnográficas de longo prazo no Egito e está especialmente preocupada com as interseções de cultura e poder, bem como gênero e direitos das mulheres no Oriente Médio.
Entre o final dos anos 1970 e meados dos anos 1980, enquanto ainda era estudante de pós-graduação, Lughod passou um tempo morando com a tribo beduína Awlad 'Ali no Egito. Ela ficou com o chefe da comunidade e viveu em sua casa ao lado de sua grande família por dois anos cumulativos. Seus dois primeiros livros, Veiled Sentiments: Honor and Poetry in a Bedouin Society e Writing Women's Worlds, são baseados neste trabalho de campo. Ambos os livros baseiam-se em suas experiências de vida com as mulheres beduínas e sua pesquisa sobre sua poesia e narrativa. Explora a forma como ghinnawas, canções de forma poética que compara ao haicai e ao blues, expressam a "padronização" cultural da sociedade, especialmente no que diz respeito às relações entre mulheres e homens. Abu-Lughod descreveu um grupo de leitura que ela frequentou enquanto lecionava no Williams College – seus outros membros incluíam Catharine A. MacKinnon, Adrienne Rich e Wendy Brown – como um envolvimento formativo com o campo dos estudos femininos e uma grande influência nesses primeiros livros.
Abu-Lughod passou algum tempo como acadêmica no Instituto de Estudos Avançados de Princeton, com Judith Butler, Evelyn Fox Keller e Donna Haraway. Ela também lecionou na Universidade de Nova Iorque, onde trabalhou em um projeto, financiado por uma bolsa da Fundação Ford, destinado a promover um foco mais internacional nos estudos das mulheres.
Seu livro de 2013 intitulado Do Muslim Women Need Saving?, investiga a imagem da mulher muçulmana na sociedade ocidental. É baseado em seu artigo de 2002 com o mesmo nome, publicado na American Anthropologist. O texto examina as discussões pós-11 de setembro sobre o Oriente Médio, o Islã, os direitos das mulheres e a mídia. Abu-Lughod reúne exemplos da narrativa ocidental das mulheres muçulmanas "abusadas" que precisam ser salvas e explica como o foco internacional em "salvar" essas mulheres perpetua ideias racistas das sociedades muçulmanas como bárbaras. Abu-Lughod explica ainda como a narrativa de salvar mulheres muçulmanas tem sido usada como forma de justificar intervenções militares em países muçulmanos. Ela habilmente questiona os motivos das feministas que acham que as mulheres muçulmanas devem ser salvas do Talibã ao mesmo tempo em que apoiam as injustiças que ocorrem em escala estrutural em seus próprios países. Ela argumenta que as mulheres muçulmanas, como as mulheres de outras religiões e origens, precisam ser vistas dentro de seus próprios contextos históricos, sociais e ideológicos. O livro sugere que a religião não é o principal fator na desigualdade global, sugerindo, em vez disso, que as fontes mais significativas são a pobreza e os abusos governamentais, juntamente com as tensões globais. O artigo de Abu-Lughod e o livro subsequente sobre o assunto foram comparados a Edward Said e Orientalism.
Abu-Lughod atua nos conselhos consultivos de várias revistas acadêmicas, incluindo Signs: Journal of Women in Culture and Socie ty e Diaspora: A Journal of Transnational Studies.

## Honrarias e prêmios
Em 2001, Abu-Lughod discursou na Palestra Lewis Henry Morgan na Universidade de Rochester, considerada por muitos como a mais importante série de palestras anuais no campo da antropologia. Ela foi nomeada Carnegie Scholar em 2007 para tratar de uma pesquisa deste assunto: "As mulheres muçulmanas têm direitos? A Ética e Política dos Direitos das Mulheres Muçulmanas em um Campo Internacional." Ela recebeu bolsas para elaboração de pesquisas do Fundo Nacional para as Humanidades, da Fundação Memorial John Simon Guggenheim, do Programa Fulbright, da Fundação Mellon, entre outros.
Um artigo da Veiled Sentiments recebeu o Stirling Award for Contributions to Psychological Anthropology. Writing Women's Worlds recebeu o Prêmio Victor Turner. Carleton College concedeu-lhe um doutorado honorário em 2006.

## Vida pessoal
Abu-Lughod é uma defensora do movimento de Boicote, Desinvestimento e Sanções. Ela é casada com Timothy Mitchell.

## Obras publicadas
- Writing Women's Worlds: Bedouin Stories (University of California Press 1993) ISBN 978-0-520-08304-2 (em inglês)
- Remaking Women: Feminism and Modernity in the Middle East (Editor) (Princeton University Press 1998) ISBN 978-0-691-05792-7 (em inglês)
- Veiled Sentiments: Honor and Poetry in a Bedouin Society (University of California Press 2000) ISBN 978-0-520-22473-5 (em inglês)
- Media Worlds: Anthropology on New Terrain (Editor) (University of California Press 2002) ISBN 978-0-520-23231-0 (em inglês)
- Dramas of Nationhood: The Politics of Television in Egypt (University of Chicago Press 2004) ISBN 978-0-226-00197-5 (em inglês)
- Local Contexts of Islamism in Popular Media (Amsterdam University Press 2007) ISBN 978-90-5356-824-8 (em inglês)
- Nakba: Palestine, 1948, and the Claims of Memory with Ahmad H. Sa'di, (Columbia University Press 2007) ISBN 978-0-231-13578-8 (em inglês)
- Do Muslim Women Need Saving? (Harvard University Press 2013) ISBN 978-0-674-72516-4 (em inglês)